# القلة (يافع)

تعديل مصدري - تعديل

القلة هي إحدى قرى عزلة لبعوس بمديرية يافع التابعة لمحافظة لحج، بلغ تعداد سكانها 123 نسمة حسب تعداد اليمن لعام 2004.